# Cuadrangular de Temuco 1967
El Cuadrangular de Temuco 1967 corresponde a la edición de un torneo amistoso de fútbol de carácter internacional que se jugó en regiones, específicamente en la ciudad de Temuco. Se desarrolló  durante el mes de marzo. 
En esta competencia para definir el ganador del partido que terminara empatado se optó por la definición con tiros penales, disparados por un solo jugador y en serie de 4 tiros.
El torneo fue ganado por Universidad de Chile.

## Datos de los equipos participantes
| Equipo               | Calidad                                                                         |
| -------------------- | ------------------------------------------------------------------------------- |
| Green Cross-Temuco   | Anfitrión y octavo lugar de la Primera División de Chile 1966                   |
| Universidad de Chile | Invitado y cuarto lugar de la Primera División de Chile 1966                    |
| Sao Paulo            | Invitado y cuarto lugar del Campeonato Paulista                                 |
| Newell's Old Boys    | Invitado y decimoprimer lugar del Campeonato Argentino de Primera División 1966 |

### Aspectos generales

#### Modalidad
El torneo se jugó dos fechas, bajo el sistema de eliminación directa. La final enfrenta a los dos equipos ganadores de la primera fecha en un partido definitorio, resultando campeón aquel equipo que gane. A la vez el tercer y cuarto lugar lo definen los equipos que resultaron perdedores en la primera fecha.

## Partidos

### Semifinales
| 5 de marzo de 1967 | Universidad de Chile | 0:0 | Sao Paulo | Estadio Municipal de Temuco, Temuco                               |  |
|                    |                      |     |           | Asistencia: 18.000 (aprox.) espectadores Árbitro(s): Jorge Cruzat |  |

Clasifica a la final Universidad de Chile que ganó 4 – 1 la definición de penales. Guillermo Yávar convirtió 3 de los 4 disparos y Fefeu, de Sao Paulo, estrelló el segundo tiro en un vertical.
| 5 de marzo de 1967 | Green Cross-Temuco | 0:0 | Newell's Old Boys | Estadio Municipal de Temuco, Temuco                               |  |
|                    |                    |     |                   | Asistencia: 18.000 (aprox) espectadores Árbitro(s): Carlos Robles |  |

Clasifica a la final Green Cross que ganó 4 – 1 la definición de penales. Juan Carvajal convirtió los 4 disparos y Lucero, de Newell's Old Boys, desvió el segundo tiro.

### Tercer puesto
| 7 de marzo de 1967 | Sao Paulo                     | 3:0 | Newell's Old Boys | Estadio Municipal de Temuco, Temuco |                          |
|                    | Nelsinho 10', 57' · Prado 78' |     |                   | Árbitro(s): Jorge Cruzat            | Árbitro(s): Jorge Cruzat |

### Final
| 7 de marzo de 1967 | Universidad de Chile                                       | 3:0 | Green Cross-Temuco | Estadio Municipal de Temuco, Temuco |                                  |
|                    | Juan Rodríguez 18' · Roberto Hodge 36' · Carlos Campos 56' |     |                    | Árbitro(s): Carlos Robles Robles    | Árbitro(s): Carlos Robles Robles |

## Campeón
| Chile                |
| Universidad de Chile |